# Jaapiella bryoniae
Jaapiella bryoniae är en tvåvingeart som först beskrevs av Bouche 1847.  Jaapiella bryoniae ingår i släktet Jaapiella och familjen gallmyggor. Inga underarter finns listade i Catalogue of Life.